# Kościół św. Wojciecha w Kaliszu
Kościół św. Wojciecha w Kaliszu – kościół w Kaliszu, na Zawodziu, tuż obok rezerwatu archeologicznego; drewniany, o konstrukcji zrębowej, oszalowany osmolonymi tarcicami sosnowymi; wybudowany w 1798.
Pierwotny budynek wzniesiony został prawdopodobnie już około 1200. Pełnił on wtedy funkcje parafialne, które zostały jednak zniesione w 1406 przez arcybiskupa gnieźnieńskiego Mikołaja Trąbę, przez co popadł w ruinę. O roku powstania obecnej budowli informuje napis znajdujący się na jednej z belek stropowych: Anno Domini 1798 die 24 Aprilis Sebastjan Zieliński kościoła tego fundator, kunsztu garncarskiego z parafianami wszystkimi. Cieśla Jan Kejner. Kościół posiada prostokątną nawę, prezbiterium wraz z zakrystią, sygnaturkę wybudowaną w 1894.
Romańska kropielnica pochodzi zapewne z wyposażenia kolegiaty św. Pawła Apostoła.
W 2017 podczas prac archeologicznych pod warstwą ziemi w kościele odkryto cmentarz z XVIII wieku.

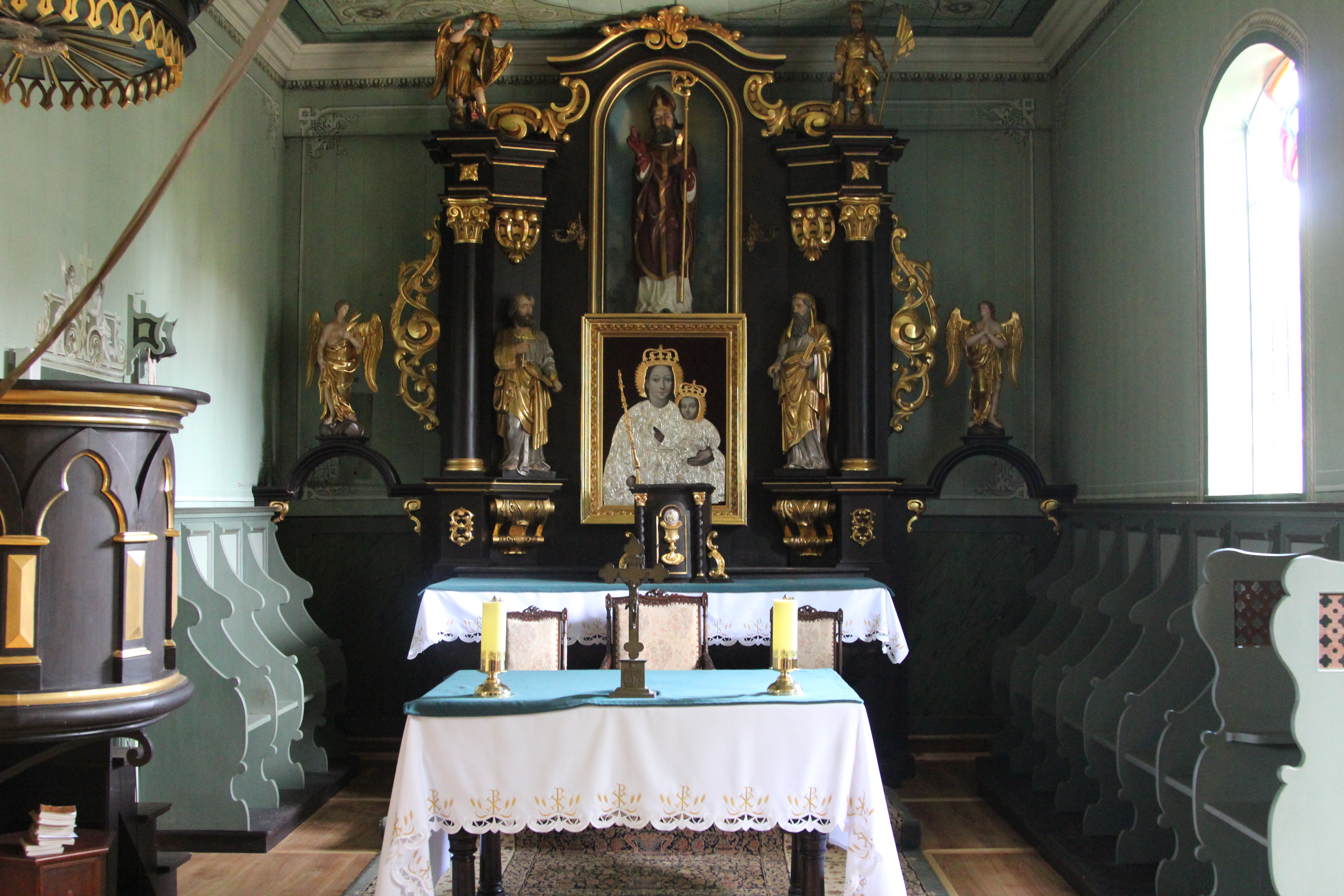
Wnętrze świątyni - ołtarz
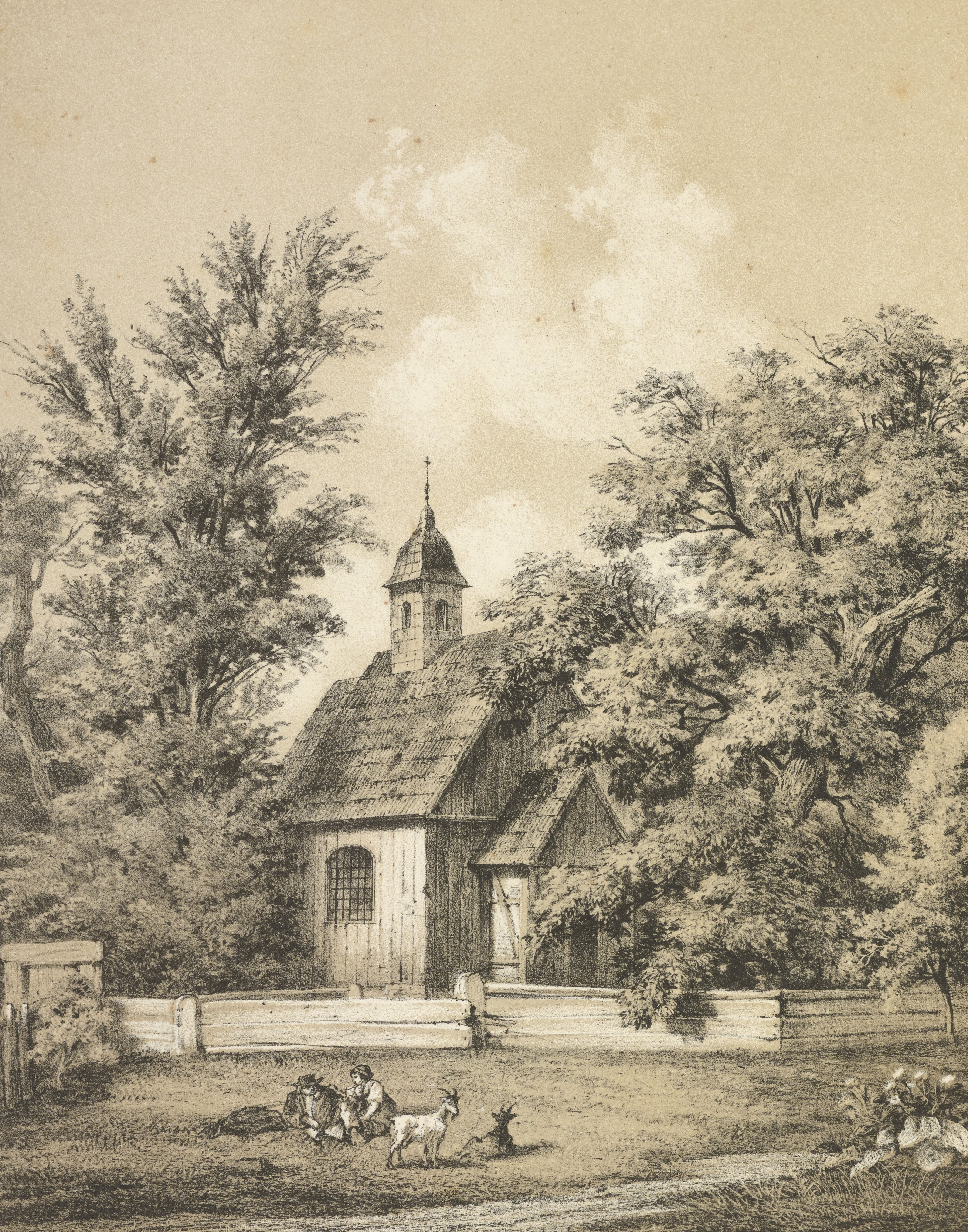
Widok kościoła przed 1858